# Deltonotus humilis
Deltonotus humilis är en insektsart som beskrevs av Morgan Hebard 1930. Deltonotus humilis ingår i släktet Deltonotus och familjen torngräshoppor. Inga underarter finns listade i Catalogue of Life.